# رن ژنگفی
رن ژنگفی (به چینی: 任正非) (زاده ۱۹۴۴ میلادی در گوئیژو، چین) کارآفرین، بازرگان و مدیر ارشد اجرایی چینی است، که در سال ۱۹۸۸ میلادی شرکت هواوی را تأسیس نمود. وی در سال ۱۹۷۸ میلادی به عضویت حزب کمونیست چین درآمد و در ۱۹۸۲ میلادی با درجه افسری از ارتش آزادی‌بخش خلق بازنشسته شد.
وی در سال ۲۰۱۳ میلادی در میان ثروتمندان چینی با دارایی خصوصی بالغ بر ۵۹۰ میلیون دلار، رتبهٔ ۵۵۶ را به خود اختصاص داد.
رن ژنگفی در سال ۱۹۸۷ میلادی، شرکت هواوی را با سرمایهٔ اولیهٔ ۲۱٬۰۰۰ یوان تأسیس کرد. او به عنوان نمایندهٔ کارآفرینان بخش خصوصی، به عضویت دوازدهمین کنگره ملی حزب کمونیست چین انتخاب شد.

## زندگی شخصی
رن ژنگفی در یکی از فقیرترین و محروم‌ترین استان‌های چین، یعنی گوئیژو، به‌دنیا آمد. پدر او، رن موشنگ، پس از اشغال بخش‌های شمالی چین به‌دست سربازان ژاپنی، به جنوب مهاجرت کرد و در یکی از کارخانه‌های نظامی دولت کومینتانگ به‌عنوان حسابدار مشغول به کار شد. در سال ۱۹۴۹، وی به‌عنوان مدیر مدرسه دویون انتخاب شد و در آنجا با مادر رن آشنا شد که یکی از معلم‌های مدرسه بود. آن‌ها هفت فرزند دارند و رن دومین فرزند ارشد خانواده است.
او در یکی از مصاحبه‌های خود به فقر شدید خانواده‌اش اشاره کرده و گفته بود خانواده آن‌ها درمقایسه با دیگر خانواده‌ها، خانواده‌ای ثروتمند به‌حساب می‌آمد؛ زیرا آن‌ها برای پختن غذا نمک داشتند؛ درحالی‌که دیگران توانایی خرید نمک را هم نداشتند. او می‌گوید تنها دارایی‌اش در سال‌های ابتدایی زندگی، مدرک تحصیلی و نمراتش بودند.
رن ژنگفی پس از پایان دوران تحصیل خود در مدرسه، در سال ۱۹۶۳ برای ادامه تحصیل به دانشگاه چانگ‌کینگ رفت. در آنجا، او در رشته مهندسی ساخت فارغ‌التحصیل شد و پیش از پیوستن به ارتش چین، مدتی به‌عنوان مهندس عمران مشغول به کار بود. با اینکه در ارتش خدمت می‌کرد، وی درجه نظامی نداشت. علاوه‌براین، در آن زمان به‌دلیل موقعیت اجتماعی پدرومادرش و ارتباطات آن‌ها با حزب کومینتانگ اجازه نداشت به حزب کمونیست بپیوندد. او پس از پیوستن به ارتش چین، به‌دلیل تجربیاتش درزمینه مهندسی، مسئول ساخت کارخانه تولید الیاف مصنوعی در شمال‌شرقی این کشور شد.
مدتی بعد، ارتش چین به‌طورکامل واحد مهندسی خود را تعطیل و ژنگفی نیز ارتش را ترک کرد و در واحد لجستیک شرکت نفتی شنژن استخدام شد. با اینکه وی علاقه‌ای به این کار نداشت، چند سالی در این سمت مشغول بود تا اینکه درنهایت از این سمت کنار رفت و شرکت کوچک خودش به‌نام «هواوی» را تأسیس کرد.
همسر اول ژنگفی، منگ جون بود. او از ازدواج اول خود صاحب یک دختر و یک پسر است. فرزند دختر او منگ وانژو که با نام سابرینا وانژو نیز شناخته شده‌است، دسامبر ۲۰۱۸ به‌دلیل نقض تحریم‌های ایران در کانادا بازداشت شد. رن پس از ۲۰ سال زندگی مشترک، از همسر اول خود جدا شد و با یائو لینگ ازدواج کرد. او از این ازدواج صاحب یک فرزند دختر به‌نام آنابل یائو است.
آنابل رقصنده باله است و هم‌اکنون در دانشگاه هاروارد در رشته علوم کامپیوتر تحصیل می‌کند. بااین‌حال بر اساس شایعات، دومین ازدواج ژنگفی نیز دوام نداشته و او برای سومین‌بار ازدواج کرده‌است. گفته می‌شود همسر سوم او سو وی، منشی سابقش است. البته خود ژنگفی تا به امروز خبر ازدواج سومش را تکذیب کرده و همچنان از یائو لینگ به‌عنوان همسر خود یاد می‌کند.

## تأسیس هواوی
رن ژنگفی در سال ۱۹۸۷ شرکت هواوی را با ۲۱ هزار یوآن (۵ هزار دلار) تأسیس کرد. هواوی در ابتدا تجهیزات ارتباطی می‌فروخت و خدماتی مثل نصب و تعمیر این تجهیزات را نیز به مشتریان ارائه می‌کرد. با این حال، ژنگفی از روز اول می‌خواست این تهجیزات را خود هواوی تولید کند و بفروشد. او پس از گذشت چندین دهه از فعالیت خود به‌عنوان رئیس شرکت Huawei، اکنون توانسته به این هدف دست پیدا و هواوی را به یکی از بزرگ‌ترین تولیدکنندگان جهان تبدیل کند.